# Джа
Джа (через англ. JAH, от др.-евр. יָהּ‬, Ия, Иаг, Йах, Ях, Иагу, Йа́ху, Яху) — краткая конечная форма имени Яхве, одно из имён ветхозаветного Господа Бога в Танахе (еврейском тексте Библии). Эта краткая форма встречается 50 раз (23 раза), из них 26 раз (24 раза) — в составе слова «аллилуйя» («восхваляйте Иаг»). Также имя Иаг является окончанием многих еврейских имён. Согласно Деличу, Иаг было изначальным именем, которое позднее было удлинено до Яхве. Имя Иаг, как инструмент гностицизма, часто использовалось в еврейской магии («Сефер йецира») и христианской магии. Хотя в Синодальном переводе имя Иаг заменено на Господь, но в переводах архимандрита Макария, архимандрита Филарета, Г. П. Павского, О. Штейнберга встречается имя Иаг, например, в Пс. 67:5:

Пойте Богу, бряцайте имени Его, равняйте путь шествующему пустынею; имя его Иаг, взыграйте пред лицем Его.
— Пс. 67:5 в переводе архимандрита Макария
В каноническом английском переводе («Библии короля Якова»), например, сказано:

Пойте Богу нашему, пойте имени Его, превозносите Шествующего на небесах; имя Ему: Господь (JAH), и радуйтесь пред лицем Его.
Оригинальный текст (англ.)Sing unto God, sing praises to his name: extol him that rideth upon the heavens by his name JAH, and rejoice before him.
— Пс. 67:5
В современном контексте это имя наиболее ассоциируется с растафарианством, взявшим из текста Библии именно это имя Бога. Джа, который понимался также как природа (естественность), имел много воплощений, последнее из которых, по убеждению растаманов, — Тафари Маконнен, принявший имя Хайле Селассие (ум. 1975), после того как был провозглашён императором Эфиопии. От его титула «Рас» и имени «Тафари» произошло название религии. Иногда слово «Джа» используется как приветствие.
В остальных случаях оно большей частью «незаметно» присутствует как Йа в таких словах, как слово «аллилуйя» и некоторые библейские имена (ср. Неемия, Илия, Ханания и т. п.). Несмотря на устоявшееся (в первую очередь, в английском языке) произношение как «Джа», оно начинается с буквы йуд, которая может быть транскрибирована в некоторых современных языках и как звук [й], и как звук [дж].